# واين هينيسي
واين هينيسي (بالإنجليزية: Wayne Hennessey)‏ (مواليد 24 يناير 1987 في بانجور - ويلز) لاعب كرة قدم ويلزي يلعب حاليا لصالح نادي الدرجة الممتازة نوتينغهام فورست الإنجليزي منذ 2022 في مركز حارس مرمى.

## روابط خارجية
- واين هينيسي على موقع الاتحاد الدولي (مؤرشف)  (الإنجليزية)
- واين هينيسي على موقع الاتحاد الأوربي (الإنجليزية)
- واين هينيسي على موقع قاعدة بيانات كرة القدم.إي يو (الإنجليزية)
- واين هينيسي على موقع ليكيب (الفرنسية)
- واين هينيسي على موقع ناشيونال فوتبول تيمز (الإنجليزية)
- واين هينيسي على موقع Soccerbase.com (لاعب) (الإنجليزية)
- واين هينيسي على موقع Soccerway.com (الإنجليزية)
- واين هينيسي على موقع عالم كرة القدم.نت (الإنجليزية)
- واين هينيسي على موقع كووورة
- واين هينيسي على موقع AS.com (الإسبانية)